# Tiemen Groen
Tiemen Groen (ur. 6 lipca 1946 w Follega, zm. 26 października 2021 w Malmesbury) – holenderski kolarz torowy i szosowy, czterokrotny medalista torowych oraz srebrny medalista szosowych mistrzostw świata.

## Kariera
Pierwszy sukces w karierze Tiemen Groen osiągnął w 1964 roku, kiedy zwyciężył w indywidualnym wyścigu na dochodzenie amatorów podczas torowych mistrzostw świata w Paryżu. W tym samym roku brał również udział w tej konkurencji na igrzyskach olimpijskich w Tokio, gdzie zajął czwartą pozycję, przegrywając walkę o brązowy medal z Duńczykiem Prebenem Isakssonem. Na mistrzostwach świata Groen jeszcze dwukrotnie zwyciężał wśród amatorów: na mistrzostwach świata w San Sebastián (1965) i mistrzostwach we Frankfurcie (1966) oraz raz wśród zawodowców - na mistrzostwach świata w Amsterdamie w 1967 roku. W 1966 roku Holender zdobył także medal w kolarstwie szosowym, wspólnie z Eddym Beugelsem, Harrym Steevensem i Marinusem Wagtmansem zajmując drugie miejsce w drużynowej jeździe na czas podczas szosowych mistrzostw świata w Nürburgu. Wielokrotnie zdobywał medale torowych mistrzostw kraju, w tym pięć złotych.